# 岳士禮
岳士禮，OBE，ED（英語：Efficiency Decoration，1936年5月23日—2019年4月20日），英屬香港官員，曾任香港海關總監、康樂文化專員、西貢及大埔理民官、旺角及深水埗民政主任等職。

## 生平

### 早年生活
岳士禮於1936年5月在英國倫敦出生，是公司秘書威廉·歐內斯特·亞瑟·岳士禮（William Ernest Arthur Oxley）及多麗絲·S·奧克斯利 （Doris S. Oxley，本姓貝克 (Baker)）的兒子。他在貝肯漢姆和彭格文法學校畢業後，於1957年在劍橋大學耶穌學院攻讀自然科學，並於1961年獲文學士銜畢業。1964年，他赴港加入聖士提反書院擔任化學科教師兼宿舍舍監，至1968年退職。
1969年6月，他加入香港政府任政務主任，並任輔政司署助理輔政司。1970年3月，他被調至民政司署工作，隨即出任為期一個月的代理深水埗民政主任職務，並於同年5月改任助理民政司（市鎮區域）。1972年5月，岳士禮就任為深水埗民政主任一職，並於同月下旬兼任為旺角民政主任。岳士禮就任後不久，香港發生六一八雨災，深水埗區受災的民眾超過六千人。他負責處理當時籌得的善款以作賑災之用。另外，他亦與當區的地方組織加強聯繫，包括訪問大坑西、長沙灣等街坊福利會，徵集居民對改善生活的建議。1973年3月，他離任旺角民政主任一職返英度假，並於同年8月離任深水埗民政主任，轉任為西貢理民官。

### 西貢理民官
岳士禮在出仕西貢後，接獲當地鄉民對改善發展的訴求，當中包括擴闊清水灣道、圍繞興建丁屋的種種意見等。然則，當局在改善鄉鎮環境方面遇上困難，包括在巡查鄉村的危險建築物時，警員遭村民淋潑排泄物驅趕、村民違法建丁屋等。就此等亂象，岳士禮曾在就任初期與各鄉事會代表會面時，鄭重聲明若該等情況持續，政府將難以通融態度對待。
此外，萬宜水庫建設工程在其任內亦順利進行，理民府在當時負責向鄉民解釋恩恤調遷安排、徵收私人土地以建設六條新路，以及解釋水庫不會吸走傳統水井水源影響農民生計。岳士禮亦留意到西貢及坑口缺乏體育設施，以致兩地的青少年在課後無所事事，因此在任內力爭在兩區內建設多個運動設施的小型工程，由乙項計劃提升至甲項計劃。同時，他鼓勵組織西貢體育會，以發動自費興建西貢體育館的計劃，但在任內尚未能成事。
在旅遊觀光方面，岳士禮認為西貢區的景色優美，因此鼓勵及支持發展旅遊業，任內曾利用理民府有限的財源，增加當地的康樂設施。在基建方面，西貢舊墟在填海工程進行後，出現雨季頻頻水浸的副作用，岳士禮曾因此將情況轉告新界政務署及渠務署，以研究改善措施。

### 大埔理民官
1975年7月，岳士禮轉任大埔理民官，並於翌月升任為高級政務主任。任內，他處理了前任理民府皆關注的西貢北約發展問題，並釐清西沙路由泥涌延長至沙田之計劃延遲的原因乃是因當局的財源緊絀。在當地的電話服務上，位於高塘的電話機樓於1977年落成，電訊公司更敷設海底電纜隧道至塔門，令西貢北約各村爭取已久的電話服務得以接通。
此外，粉嶺／上水新市鎮在1977年開展首期工程，但區內有部份土地因業權問題而閒置。岳士禮與區內鄉紳商談時，支持以發出乙種換地權益書，作為解決上述問題的做法。1978年4月，現為彩園邨的菜園村南段土地發生衝突事件，警方施放催淚彈驅趕在屋內不願遷走的居民。事件引發上水鄉事會關注，要求改善遷置村民的安排，岳士禮則代為轉達他們的訴求至上級機關。
在大埔新市鎮發展上，大埔理民府亦與當地的鄉事會及鄉事代表頻頻磋商，以解決在發展時出現的問題，包括在填海時塵土飛揚令附近居民不適等問題。同時，理民府亦擔當與當地村民進行換地的角色，以騰出土地發展高層住宅及改為工業用地，令大埔發展成有完整機能的新城市。而新市鎮發展及興建吐露港公路，亦令原居於工程地域的船民及寮屋居民需要遷徙，包括元洲仔約八千個船民及元洲仔交匯處選址超過四千個寮屋居民。大埔理民府在當時負責遷徙受影響的居民前往臨時房屋區居住，並在大埔區首個公共屋邨大元邨落成後，將居民安置往該處生活。
1978年，岳士禮已察覺《展拓香港界址專條》將會在1997年到期的問題。他指出當時很多大型建設皆需要在1997年後才能回本，但施政者不能以專條到期為界限而抗拒建設，並表示他對香港未來有信心。同年3月，岳士禮升任為首長級丙級政務官，並於7月離任理民府一職。

### 音樂總監及副廣播處長
1979年4月，他調任至布政司署社會事務科，任首席助理社會事務司。1981年10月，他因被委派任特別職務而被調至銓敍科，翌月出任音樂事務統籌處音樂總監，接替離職的黃錢其濂。期間，他曾參與制定推動香港音樂發展的政策，包括開設器樂導師訓練班、在中學開辦器樂班、推出中樂分級考試制度及推廣社區音樂活動等。此外，當時的音樂團體及音樂中心的規模亦逐漸擴大。1982年10月，岳士禮升任為康樂文化署副署長，期間亦繼續關注音樂發展，包括在任內每年舉行青年音樂營，鼓勵青少年接受音樂訓練。另外，他亦建議設立一個聯絡資助藝術團體及商業機構的贊助協會，成為兩者之間的溝通渠道。
1984年9月，岳士禮改任副廣播處長（即香港電台副台長）。期間，港台曾傳出從政府獨立的消息，他認為隸屬於政府則可無須考慮商業因素，從而製作出較具質素的節目。若然港台從政府獨立，社會性節目必然因商業利益而減少製作。1985年4月，岳士禮晉升為首長級乙級政務官。1987年3月，他改任副文康市政司，期間兼任康樂文化專員一職。

### 康樂文化專員
在任康樂文化專員期間，岳士禮繼續專注於曾任音樂總監時所關注的問題。在音樂教育方面，他尤其關注課外音樂發展。岳士禮在1988年指出，香港依然缺乏近一千五百名音樂教師及樂理教師，同時中小學亦缺乏特別室進行課外音樂教育，以致推廣音樂教育相當困難。在演藝團體方面，他批評演藝團體過份依賴政府資助的狀況，指出政府在單一年度已投放近兩億於藝術活動上，認為藝術行政人員有責任改變商界人士對資助藝術活動的看法。他在任內推出一個促進演藝發展局與藝術團體溝通的制度，讓藝團能透過參與演發局屬下的舞蹈、音樂或戲劇委員會，討論他們所需的財政預算及計劃。

### 副規劃環境地政司及海關總監
1989年10月，岳士禮出任副規劃環境地政司。期間，他曾署任規劃環境地政司三個月，並在立法局回答議員的質詢，包括指出禁止出售分間樓宇單位的做法是損害所有權的基本權利，以及表示政府無法禁止在舊區經營車房，因舊區批出的租約並沒有如新市鎮般禁止車房活動。此外，他在任期間亦對環境污染問題相當關注。他於1990年5月起推動《水污染管制（修訂）條例草案》立法，該條例取消排放污水許可證的舊例，從而減低排入大海的有毒物質。
1990年6月，港府公佈岳士禮將會出任海關總監一職。由於當時港府正推行公務員本地化，因此連同岳士禮等多名英籍官員依然出任重要職位的做法曾引起討論。岳士禮在就任海關總監後，因港府推行嚴厲的罰款制度，因此由香港至中國的走私香煙活動幾近停止。另外，海關對奢侈品徵稅亦令該部門在1991年間已獲70億港元的收入。然則，他在1991年末宣布增加5%化妝品的商品稅的做法，令化妝業界一度展開抗議行動。
此外，岳士禮在任期間，香港與中國大陸亦增加打擊非法活動的合作。1992年，他代表香港與雲南省和海南省達成共享販毒情報的協議，令香港無需繼續透過廣東省獲取販毒情報。同年，公安部亦向香港派遣一名副局長級別的聯絡官，負責聯絡和交換有關罪犯的情報。1993年2月，港府再度公佈接替岳士禮任海關總監為英籍警務人員出身的尉遲信（Donald McFarlane Watson）。這打破了由政務主任出任海關總監的慣例，同時亦引起海關人員對本地化進程緩慢的不滿。同年10月，岳士禮從港府退休。

### 晚年生活
岳士禮在1987年至2008年間擔任香港盲人輔導會主席達21年之久，在退休後依然活躍於該會的會務。在任期間，他推動了該會對視障人士的支援，包括於1998年在屯門開設普通眼科及低視能中心，為新界西北居民提供檢查和治療眼病的服務。在會內行政方面，他在理事會的框架下引入委員會制度，成功帶領盲人輔導會開展不同的服務。
他在退任盲人輔導會主席後，於2009年2月返回英國居住，於2019年4月在倫敦辭世，享年82歲。

## 個人生活
岳士禮的夫人Jean Valerie Appleby在1981年至1997年間在拔萃女書院、1997年至2000年間在瑪利曼中學擔任音樂科教師，夫婦育有四名兒子。此外，他在1971年至2009年間擔任聖士提反書院的理事會成員，以及在1979年至2009年間任聖士提反書院附屬小學的校董會主席。
在1972年至1995年部隊解散間，岳士禮是皇家香港軍團的成員，軍職達少校，同時為該團的音樂總監，獲效率勳章作嘉許。

## 榮譽
- 大英帝國員佐勳章（O.B.E.） （1993年）[1]
- 效率獎章（英语：Efficiency Decoration）（E.D.） （1988年）[1]

### 出處
1. 1 2 3 4 5 6 7  . Hong Kong: Hong Kong Government Printer. 1992: 264.
2. 1 2 3 4  . Hong Kong: Royal Asiatic Society Hong Kong Branch. 2020: 282-283.
3. 1 2  . 香港人物歷史專頁／Hong Kong Biographical History Page. 2019-05-11  [2021-06-29].
4. ↑  〈旺角區四十社團宴林志釗岳士禮〉，《華僑日報》第四張第一頁，1972年6月22日。
5. ↑  〈長沙灣坊會集善款 送交民政署賑災民〉，《華僑日報》第三張第三頁，1972年7月3日。
6. ↑  〈民政主岳士禮訪大坑西街坊會〉，《華僑日報》第二張第四頁，1972年6月1日。
7. ↑  〈民政主任岳士禮訪長沙灣街坊會〉，《華僑日報》第二張第四頁，1972年6月21日。
8. ↑  〈旺角區社團歡宴 兩位民政主任〉，《華僑日報》第三張第二頁，1973年3月15日。
9. ↑  〈許雄及岳士禮被委任理民官〉，《大公報》第五頁，1973年8月31日。
10. 1 2 3  〈西貢理民府岳士禮訪問 坑口提出八項建議〉，《華僑日報》第三張第二頁，1973年10月6日。
11. ↑  〈理民府岳士禮首次訪問 西貢請劃地供鄉民建屋〉，《華僑日報》第四張第一頁，1973年10月3日。
12. 1 2  〈理民府制度需續保持 更需增權力〉，《華僑日報》第二張第三頁，1978年4月25日。
13. ↑  〈警方在井欄樹張貼封閉令 遭遇村民反抗 掃棒屎尿齊施〉，《華僑日報》第三張第二頁，1973年9月15日。
14. ↑  〈解決本港四百萬人食水 萬宜水庫建設艱鉅 遷徙村民已獲協議〉，《華僑日報》第二張第四頁，1974年10月23日。
15. ↑  〈新界紛擧行幼童遊戲賽 西貢坑口成績美滿 劉觀生呼籲建運動場館促進康樂 理民府岳士禮表示將闢多處場地〉，《華僑日報》第二張第四頁，1974年11月28日。
16. ↑  〈西貢劃為旅遊區 坑口將闢工業邨〉，《華僑日報》第三張第一頁，1975年7月1日。
17. ↑  〈西貢環境幽美 假期旅遊人眾 可申請開發〉，《華僑日報》第二張第四頁，1975年2月3日。
18. ↑  〈逢大雨必浸商戶損失大 西貢街坊謁理民府 促請解決水浸威脅〉，《華僑日報》第二張第二頁，1975年5月23日。
19. ↑  〈石偉智度假岳士禮接任 大埔六區歡宴四理民官〉，《華僑日報》第三張第四頁，1975年7月24日。
20. ↑  〈西貢北約鄉會提呈圖則 促批准建市鎮〉，《華僑日報》第三張第四頁，1975年8月16日。
21. ↑  〈新界發展電話網擴大 普及各鄉區〉，《華僑日報》第五張第四頁，1977年4月26日。
22. ↑  〈上水發展年內開始 沙頭角考慮闢墟市〉，《華僑日報》第四張第四頁，1977年2月24日。
23. ↑  〈上水鄉事會就職發呼籲 促請改善拆遷安置〉，《華僑日報》第六張第四頁，1978年4月29日。
24. 1 2  〈大埔粉嶺上水三墟市 施首期發展〉，《華僑日報》第三張第四頁，1977年3月8日。
25. ↑  〈大埔進行發展計劃 將成工業住宅城市〉，《華僑日報》第三張第三頁，1978年2月17日。
26. ↑  〈大埔屋邨八零年初落成 理民官岳士禮表示屆時才為遷入臨時房屋的元洲仔居民提供固定居住單位〉，《大公報》第五頁，1977年12月12日。
27. ↑  〈音樂總監岳士禮稱中學將開辦器樂班為培養器樂導師年底設訓練班〉，《大公報》第八頁，1982年5月16日。
28. ↑  〈昨在大專會堂舉行音統處學員大匯演 演出節目十九項吸引逾千觀眾 岳士禮致詞稱元朗沙田將設音樂中心〉，《大公報》第六頁，1982年12月28日。
29. ↑  〈青年音樂營西貢開幕 港馬菲澳青年齊學習〉，《華僑日報》第三張第一頁，1984年7月23日。
30. ↑  〈資助藝術團體宜設贊助協會 岳士禮昨提出上述建議〉，《大公報》第六頁，1984年8月22日。
31. ↑  〈副廣播處長岳士禮談港台獨立 有六大點要考慮〉，《華僑日報》第六張第二頁，1984年12月10日。
32. ↑  〈康樂專員岳士禮頒獎 離島沙田奪冠軍〉，《華僑日報》第六張第一頁，1987年11月23日。
33. ↑  〈師資課室嚴重不足 音樂教育仍待發展〉，《華僑日報》第二張第四頁，1988年1月31日。
34. ↑  〈康樂文化專員岳士禮 暢談資助演藝團體 切勿過份依賴公帑〉，《華僑日報》第五頁，1988年12月15日。
35. ↑  〈康樂文化專員岳士禮盼商界支持藝術經費〉，《華僑日報》第六頁，1988年12月24日。
36. ↑  . South China Morning Post (Hong Kong). 1990-02-15.
37. ↑  . South China Morning Post (Hong Kong). 1990-02-22.
38. ↑  . South China Morning Post (Hong Kong). 1990-05-24.
39. ↑  . South China Morning Post (Hong Kong). 1990-06-20.
40. ↑  . South China Morning Post (Hong Kong). 1991-03-20.
41. ↑  Wong, Joon-san. . South China Morning Post (Hong Kong). 1991-04-18.
42. ↑  . South China Morning Post (Hong Kong). 1992-01-21.
43. ↑  . South China Morning Post (Hong Kong). 1992-05-18.
44. ↑  . South China Morning Post (Hong Kong). 1992-07-23.
45. ↑  . South China Morning Post (Hong Kong). 1993-02-09.
46. ↑  Gilbert, Andy. . South China Morning Post (Hong Kong). 1993-11-18.
47. ↑  Williams, Ceri. . South China Morning Post (Hong Kong). 1998-10-20.
48. 1 2  . 香港盲人輔導會.   [2021-07-12].
49. ↑  . 拔萃女書院舊生會有限公司.   [2021-07-12]. （原始内容存档于2021-07-15）.

| 非組織職務      | 非組織職務                            | 非組織職務      |
| --------------- | ------------------------------------- | --------------- |
| 前任： 不詳     | 香港盲人輔導會主席 1987年－2008年12月 | 繼任： 簡何巧雲 |
| 官衔            |                                       |                 |
| 前任： 韋能信   | 海關總監 1990年10月－1993年10月       | 繼任： 尉遲信   |
| 前任： 黃錢其濂 | 康樂文化專員 1987年3月－1990年10月    | 繼任： 劉李麗娟 |
| 前任： 石偉智   | 大埔理民官 1975年7月－1978年7月       | 繼任： 莊士信   |
| 前任： 伊信     | 西貢理民官 1973年9月－1975年7月       | 繼任： 余敦     |
| 前任： 林志釗   | 深水埗民政主任 1972年5月－1973年8月   | 繼任： 陳漢光   |
| 前任： 林志釗   | 旺角民政主任 1972年5月－1973年3月     | 繼任： 羅兆貞   |